# Eisenbahnbrücke Dimbokro
Die Eisenbahnbrücke Dimbokro ist eine Fachwerkbrücke über den Fluss N’Zi in der Stadt Dimbokro (Elfenbeinküste). Über die Brücke verläuft die Abidjan-Niger-Bahn. Weiterhin führt ein Fußweg über diese Brücke.
Die Stahlbrücke hat eine Gesamtlänge von 250 Meter. Die sechs Fachwerkträger mit untenliegendem Gleis werden von fünf steinernen Pfeilern getragen. Die Brücke wurde 1910 während der französischen Kolonialzeit fertiggestellt. Im September 2016 kollabierte das nördlichste der sechs Segmente, als ein mit zwei Lokomotiven bespannter Güterzug die Brücke überfuhr. In der Folge war der Bahnverkehr langfristig unterbrochen. Verletzt wurde bei dem Unfall niemand.
Im September 2017 war der Verkehr wieder durchgängig sichergestellt, nachdem der nördliche Teil der Brücke komplett erneuert wurde.

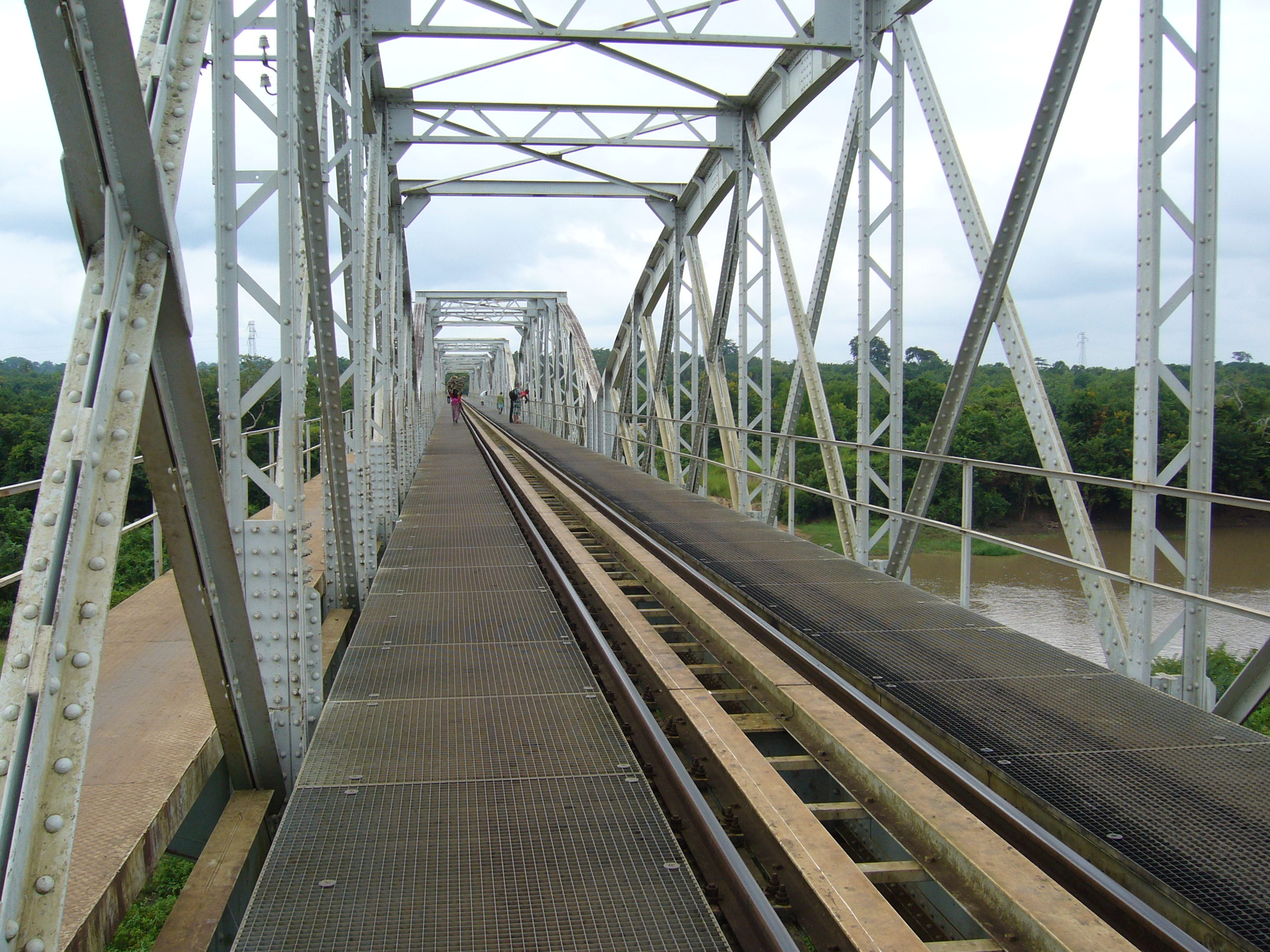
Einer der alten Fachwerkträger mit Gleis und Fußweg 2008